# Torwolia tinbiene
Torwolia tinbiene är en kräftdjursart som beskrevs av Saskia Brix 2007. Torwolia tinbiene ingår i släktet Torwolia och familjen Desmosomatidae. Inga underarter finns listade i Catalogue of Life.